# Vaye'hi
Vaye'hi (ויחי – Héb. pour "et il vécut, " le premier mot de la parasha) est la douzième parasha (section hebdomadaire) du cycle annuel juif de lecture de la Torah et la dernière parasha du Sefer Bereshit (Livre de la Genèse).
Elle est constituée de Genèse 47:28–50:26..
Les Juifs de la Diaspora la lisent le douzième Shabbat après Sim'hat Torah, généralement en fin décembre ou en janvier.

## Résumé

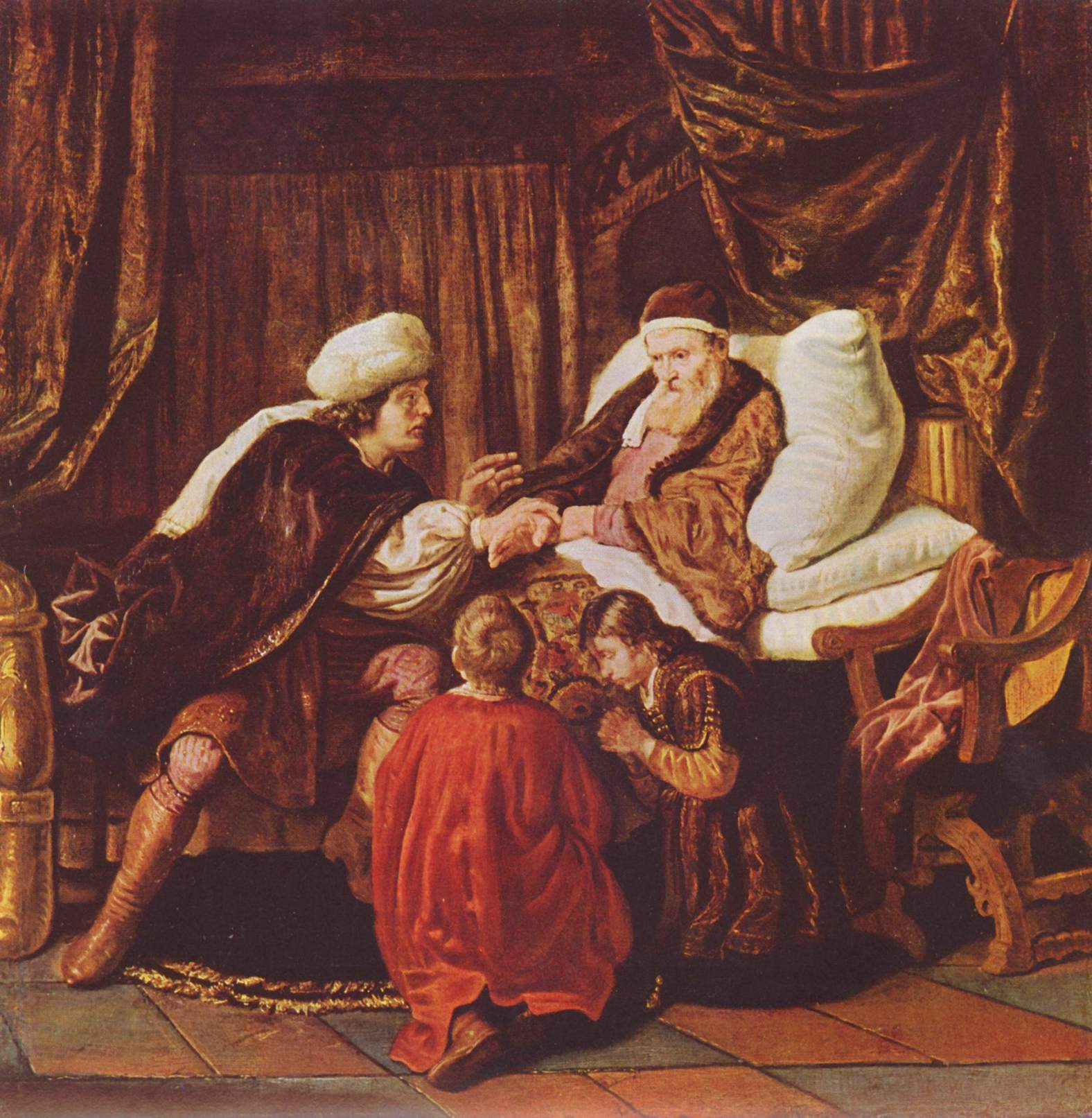
Jacob Bénissant les fils de Joseph (tableau de Jan Victors)

Jacob, âgé de 147 ans, sent sa fin approcher, et demande à bénir ses successeurs ; d'abord les fils de Joseph, en commençant, au grand étonnement de celui-ci, par le cadet Éphraïm ; ensuite ses fils dans un langage poétique contenant de nombreuses allusions à leur avenir et à la fin des temps. Il demande ensuite à être enterré avec ses pères à Hébron dans le tombeau des Patriarches au côté de sa femme Léa. Un immense cortège funèbre l'y accompagne, impressionnant les Canaanéens.
De retour en Égypte, Joseph assure ses frères de l'absence de toute velléité de revanche à leur égard.
Joseph meurt, et fait jurer aux fils d'Israël d'emporter sa dépouille avec eux lorsqu'ils retourneront au pays de Canaan.

### Divisions de la parasha lors de la lecture complète
La lecture de la parasha à la synagogue le sabbath est traditionnellement divisée en sept sections, pour lesquelles un membre différent de la congrégation est appelé à lire. La première lecture, le rishon, échoit traditionnellement à un cohen, la seconde, appelée sheni, à un levi, les suivantes à un israël (ni cohen ni levi). La septième section comporte une sous-section, le maftir, qui est lu par la personne qui lira ensuite la haftara.
Les sections de la parashat Vayera sont :
- rishon :
- sheni :
- shlishi :
- revi'i :
- shishi :
- shevi'i : 
  - maftir :

### Divisions de la parasha lors de la lecture abrégée
Une lecture publique de la parasha fut instaurée par Ezra le Scribe le lundi et le jeudi à la synagogue. Cette lecture, sensiblement plus courte, ne comprend que trois sections, la première réservée au cohen, la seconde au levi, la troisième à un israël :
- Section du cohen : Bereshit[3]
- Section du levi : Bereshit[3]
- Section de l'israël : Bereshit[3]

### maqâm
Un maqâm est un système de modes musicaux utilisé dans la musique arabe mélodique classique. Les juifs originaires des pays orientaux (Afrique du Nord, Syrie) s'en sont inspirés, et adaptent la mélodie de la liturgie du Shabbat en fonction du contenu de la parasha de cette semaine. Ils emploient 10 maqâm différents, possédant chacun son usage propre.
Le maqam utilisé lors du sabbath au cours duquel on lit la parashat Vaye'hi est le Maqam Hijaz, le maqam des occasions solennelles et décès, ici ceux de Jacob et Joseph.

## Vaye'hi dans la tradition rabbinique
Rabbi Yohanan enseignait que, dans le langage de la Bible, les ennuis suivent tout emploi du mot vayeshev,  (“et il s'établit”) L'installation d'Israël (Gn 47,27) présageait donc de l'approche de sa mort, deux versets plus loin   (Talmud de Babylone, Sanhedrin 106a.)
Karna a déduit de Gn 47,30 que Jacob souhaitait être enterré en Israël afin d'assurer sa résurrection. Selon Karna, Jacob se savait intègrement droit, et que les morts en dehors de la terre d'Israël seraient aussi ressuscités, il aurait donc demandé à ses fils de le porter en Canaan de peur qu'il ne soit pas capable de voyager via des tunnels souterrains vers le site de la résurrection en Israël. De la même façon, Rabbi Hanina a expliqué que c'est la même raison qui a conduit Joseph à chercher à être enterré en Israël - cf. Gn 50,25 (TB Ketoubot 111a.)
Rav Yehouda citait Gn 47,30 pour appuyer l'assertion que les fossoyeurs doivent retirer la terre environnante lorsqu'ils enterrent un corps. Rav Yehouda interprétait ce verset comme signifiant “emmenez avec moi l[a terre d]'Égypte.” (TB Nazir 65a.)
La Tosefta a interprété Gn 49,27 comme une allusion à la conquête de Béthel et Jéricho. “Benjamin est un loup qui déchire” signifierait que la terre de Benjamin, comprenant Béthel, produisait des récoltes précoces pour la saison; “le matin, il dévore la proie” signifierait qu'à Jericho, les produits de la terre seraient consommés tôt dans la septième année [de l'année sabbatique], “et le soir, il partage le butin” que le produit de Béthel demeurerait dans les champs jusque tard dans la septième année (Tosefta Sheviit 7:12.)
La Mishna se base sur Gn 50,7–9 pour affirmer que la Providence traite une personne mesure pour mesure de la façon dont elle traite les autres. C'est pourquoi, de la même façon que Joseph eut le mérite d'enterrer son père et qu'aucun de ses frères n'était plus grand que lui, il mérita que le plus grand des enfants d'Israël, Moïse, prenne ses ossements en charge, ainsi que le rapporte Ex 13,19. (Mishna Sotah 1:7–9.)
Rabban Shimon ben Gamliel, d'après sa lecture de Gn 50,15–17, comprenait que les frères de Joseph avaient "fabriqué" la requête de Jacob (que Joseph leur pardonne), afin de préserver la paix dans la famille (Talmud de Jérusalem Peah 8b.)
Rabbi Yosse déduisit de la promesse de Joseph de nourrir ses frères dans Gn 50,21 que lorsque Jacob mourut, la famine revint (Tosefta Sotah 10:9.)
Rav Yehouda demanda au nom de Rav pourquoi Joseph faisait référence à lui-même en tant qu'“ossements” de son vivant (cf. Gn 50,25), et expliqua que c'était parce qu'il n'avait pas protégé l'honneur de son père lorsque ses frères appellent Jacob “ton serviteur notre père” (Gn 44,31) et que Joseph ne bronche pas. Rav Yehouda a aussi dit au nom de Rav (d'autres disent que c'est Rabbi Hama bar Hanina qi l'a dit) que Joseph mourut avant ses frères de fait de ses airs supérieurs (TB Sotah 13b.)

## Commandements
La Torah comporte, selon la tradition rabbinique, 613 prescriptions. Différents sages ont tenté d'en établir un relevé dans le texte biblique.
Selon deux de ces computs les plus célèbres, le Sefer Hamitzvot et le Sefer HaHinoukh, la parashat Vaye'hi ne comporte aucun commandement.

## Haftarah
La haftarah est une portion des livres des Nevi'im ("Les Prophètes") qui est lue publiquement à la synagogue après la lecture de la Torah. Elle présente généralement un lien thématique avec la parasha qui l'a précédée. 
La haftarah pour la parashat Vaye'hi est 1 Rois 2:1–12., qui relate la mort du roi David et ses dernières recommandations à son fils Salomon.